# Mae Busch
Mae Busch (Melbourne, 18 de juny de 1891 – Vall de San Fernando, 20 d'abril de 1946) va ser una actriu de cinema especialitzada sobretot en comèdies. La seva versatilitat li permetia ser, a la pantalla, l'amant d'Erich Von Stroheim, la xicota de Lon Chaney, la germana de Charley Chase o l'esposa d'Oliver Hardy.

## Biografia
El seu nom verdader era Annie May Busch. Els seus pares, Frederick William Busch i Elizabeth Maria Lay (coneguda com a Dora Busch), eren actors populars a Austràlia. Quan Annie tenia sis anys els seus pares van emigrar als Estats Units per seguir la seva carrera. A ella la van deixar en una escola de Nova Jersey fins als 12 anys quan tots tres van constituir el Busch Devere Trio (actiu fins al 1912) especialitzat en vodevils. En aquell moment ella ja actuava amb el nom de Mae Busch. El 1915 va signar un contracte amb la Keystone on va aparèixer en diferents pel·lícules de dues bobines. Aquell mateix any es va casar amb l'actor Francis J. McDonald de qui es divorciaria el 1920. El seu affair, el 1918, amb el cap d'estudi, Mack Sennett, va provocar la ruptura del compromís d'aquest amb l'actriu Mabel Normand, que havia estat la seva mentora i amiga, quan Normand va sorprendre la parella. Sembla que Busch, en veure-la, va llençar-li un gerro al cap que li va causar una ferida tan greu que va estar a punt de costar-li la vida. Tot plegat va suposar l'acomiadament de Mae de la Keystone.
A principi de la dècada dels 20 Busch, considerada una “vamp” molt versàtil, va assolir el cim de la seva carrera cinematogràfica. Va actuar en llargmetratges com “The Devil's Pass Key” (1920) i "Esposes frívoles" (1923), ambdues dirigides per Erich von Stroheim i també a "The Unholy Three" (1925) amb Lon Chaney. La seva carrera va declinar ràpidament a partir del 1926, quan va abandonar la MGM després de patir una crisi nerviosa. A partir d'aleshores va treballar per a estudis menors com Gotham i Tiffany, en els quals va quedar relegada a interpretar papers secundaris.

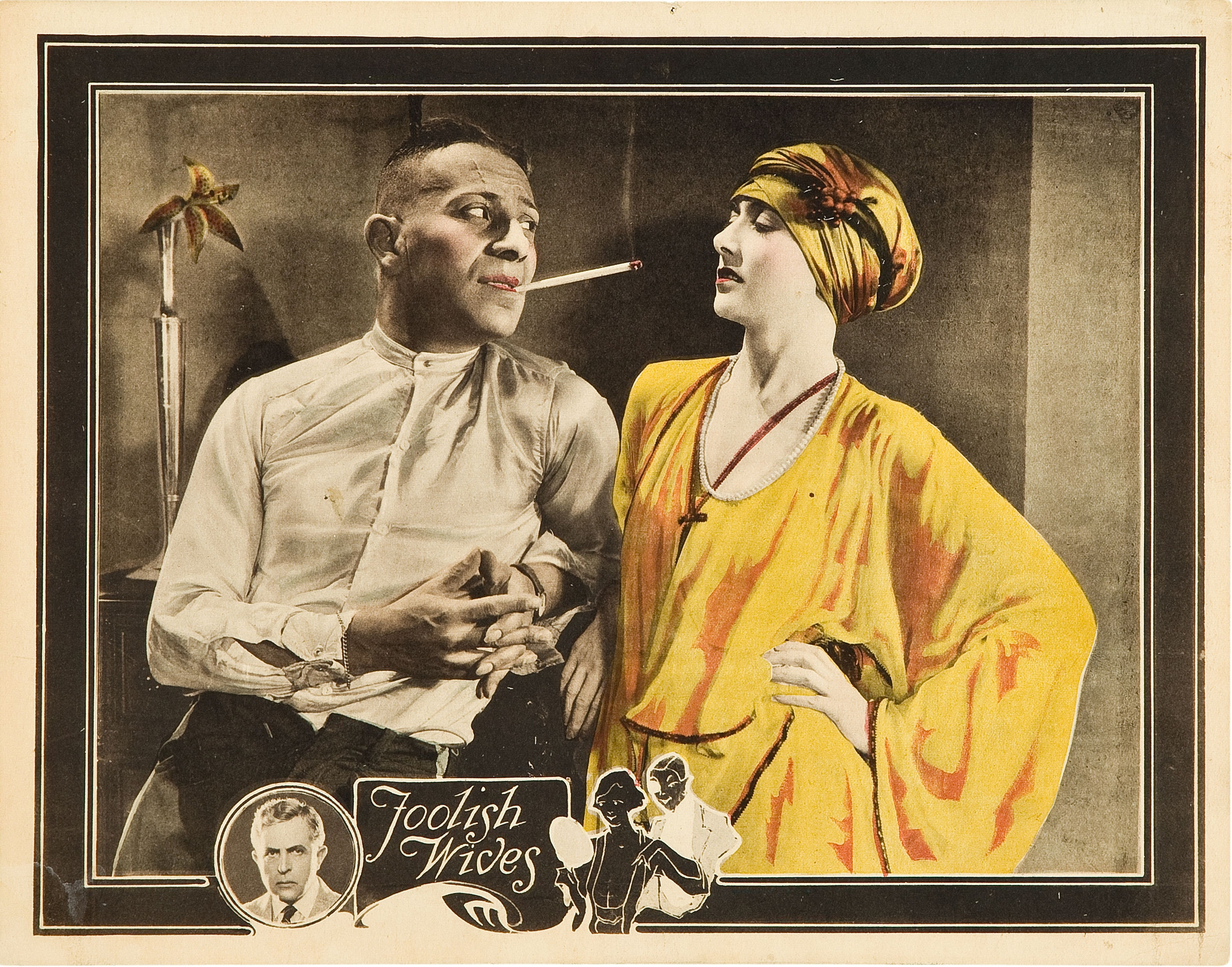
Fotograma de la pel·lícula "Esposes frívoles" (1923), amb Eric von Stroheim a

El 1927 Hal Roach li va oferir un paper protagonista a “Love 'em and Weep”, que va suposar la seva llarga associació amb Laurel i Hardy. Va aparèixer a tretze de les seves comèdies, fent papers com el de dona promíscua cerca-fortunes (com a “Chickens Come Home” o “Come Clean”), el de l'esposa combativa d'Oliver Hardy (com a "Companys de gresca" o a “Their First Mistake”), o papers més simpàtics (com a “Them Thar Hills”, “Tit for Tat” o “The Fixer Uppers”). El seu darrer paper en una pel·lícula Laurel and Hardy va ser a “The Bohemian Girl" (1936). Els seus papers després del 1936 sovint no estaven acreditats. Va actuar fins a la seva mort, ocorreguda el 20 d'abril de 1946 a un sanatori de la Vall de San Fernando on estava ingressada a conseqüència d'un càncer de còlon. Estava casada amb l'enginyer Thomas C. Tate. Aproximadament va actuar en unes 130 pel·lícules.

## Filmografia parcial
- The Water Nymph (1912)
- Settled at the Seaside (1915)
- Hogan the Porter (1915)
- Mabel and Fatty's Married Life (1915)
- Ye Olden Grafterh (1915)
- Willful Ambrose (1915)
- Ambrose's Sour Grapes (1915)
- Love in Armor (1915)
- Beating Hearts and Carpets (1915)
- A One Night Stand (1915)
- Settled at the Seaside (1915)
- The Rent Jumpers (1915)
- A Human Hound's Triumph (1915)
- For Better - But Worse (1915)
- Those College Girls (1915)
- Merely a Married Man (1915)
- Those Bitter Sweets (1915)
- A Favorite Fool (1915)
- A Rascal's Foolish Way (1915)
- The Best of Enemies (1915)
- Fatty and the Broadway Stars (1915)
- The Worst of Friends (1916)
- Because He Loved Her (1916)
- Better Late Than Never (1916)
- Wife and Auto Trouble (1916)
- A Bath House Blunder (1916)
- The Folly of Fanchette (1917)
- The Fair Barbarian (1917)
- The Grim Game (1919)
- Alibi (1920)
- The Devil's Pass Key (1920)
- The Lone Ranger (1920)
- Her Husband's Friends (1920)
- The Love Charm (1921)
- A Parisian Scandal (1921)
- Her Own Money (1921)
- Esposes frívoles (1922)
- Pardon My Nerve! (1922)
- Brothers Under the Skin (1922)
- Only a Shop Girl (1922)
- The Christian (1923)
- Souls for Sale (1923)
- Name the Man (1924)
- The Shooting of Dan McGrew (1924)
- Nellie, the Beautiful Cloak Model (1924)
- A Woman Who Sinned (1924)
- Bread (1924)
- Broken Barriers (1924)
- Married Flirts (1924)
- The Triflers (1924)
- The Unholy Three (1925)
- Flaming Love (1925)
- Time, the Comedian (1925)
- Camille of the Barbary Coast (1925)
- The Miracle of Life (1926)
- Fools of Fashion (1926)
- Perch of the Devil (1927)
- The Beauty Shoppers (1927)
- Husband Hunters (1927)
- Tongues of Scandal (1927)
- Love 'Em and Weep (1927)
- San Francisco Nights (1928)
- Fazil (1928)
- Black Butterflies (1928)
- While the City Sleeps (1928)
- West of Zanzibar (1928)
- Alibi (1929)
- Unaccustomed As We Are (1929)
- A Man's Man (1929)
- Chickens Come Home (1931)
- Come Clean! (1931)
- Wicked (1931)
- Their First Mistake (1932)
- Doctor X (1932)
- Without Honor (1932)
- The Man Called Black (1932)
- The Rider of Death Valley (1932)
- The Heart Punch (1932)
- Women Won't Tell (1932)
- The Racing Strain (1932)
- Blondie Johnson (1933)
- Lilly Turner (1933)
- Out All Night (1933)
- Companys de gresca (1933)
- Dance Girl Dance (1933)
- Oliver the Eight (1934)
- Beloved (1934)
- The Road to Ruin (1934)
- I Like It That Way (1934)
- Picture Brides (1934)
- Going Bye-Bye! (1934)
- Them Thar Hills (1934)
- The Live Ghost (1934)
- Tit for Tat (1935)
- The Fixer-Uppers (1935)
- The Affair of Susan (1935)
- The Bohemian Girl (1936)
- The Amazing Exploits of the Clutching Hand (1936)
- Easy to Take (1936)
- The Accusing Finger (1936)
- Daughter of Shanghai (1937)
- The Buccaneer (1938)
- Maria Antonieta (1938)
- The Big Broadcast of 1938 (1938)
- Scandal Street (1938)
- Prison Farm (1938)
- Nancy Drew: Detective (1938)
- Our Leading Citizen (1939)
- Women without Names (1940)
- Ziegfeld Girl (1941)
- Hello, Annapolis (1942)
- The Mad Monster (1942)
- Masquerade in Mexico (1942)
- Fangs of the Wild (1942)
- The Stork Club (1945)
- La dàlia blava (1946)
- The Bride Wore Boots (1946)
- Cross my Heart (1946)
- Ladie’s Man (1947)
- Cross My Heart (1947)